# Les Mouvements du bassin
Pour plus de détails, voir Fiche technique et Distribution.
Les Mouvements du bassin est un film français de HPG, sorti en 2012.

## Synopsis
Hervé perd son emploi dans un zoo car il déprime les animaux. Il devient gardien de nuit et observe le manège de son chef Michel, qui favorise la prostitution de sa propre épouse. De son côté, une jeune femme, Marion, souhaite à tout prix avoir un enfant. Elle est aidée en cela par une infirmière qui braque pour elle une banque du sperme. Hervé et Marion finissent par se croiser.
Contrairement à la plupart des autres films de Hervé-Pierre Gustave, dit HPG, ce film n’est pas à caractère pornographique.

## Fiche technique
- Titre original : Les Mouvements du bassin
- Réalisation : HPG
- Musique : Christophe[1]
- Dates de sortie :
- France : 26 septembre 2012

## Distribution
- Rachida Brakni : Marion
- Éric Cantona : Michel
- Joana Preiss : l'infirmière
- Marie d'Estrée : la prostituée
- Jérôme Le Banner : Charles
- Ludovic Berthillot : l'inspecteur de police
- HPG : Hervé
- Alysson Paradis
- Alexis Vaillant
- François Aubineau
- Philippe Bas
- Benoît Fournier